# Campeonato Europeu de Natação de Velocidade de 1991
O Campeonato Europeu de Natação de Velocidade de 1991 foi a 1ª edição do evento organizado pela Liga Europeia de Natação (LEN). A competição foi realizada entre os dias 6 e 8 de dezembro de 1991 em Gelsenkirchen na Alemanha. Foi realizado um total de 14 provas entre masculino e feminino. 

## Medalhistas
Esses foram os resultados da competição. 
Masculino
| Evento         | Ouro                              | Ouro    | Prata                             | Prata   | Bronze                              | Bronze  |
| 50 m Livre     | Alexander Popov · União Soviética | 22.16   | Silko Günzel · Alemanha           | 22.25   | Joakim Holmquist · Suécia           | 22.32   |
| 50 m Costas    | Jani Sievinen · Finlândia         | 25.18   | Vladimir Selkov · União Soviética | 25.68   | Jens Bünger · Alemanha              | 25.83   |
| 50 m Peito     | Vassily Ivanov · União Soviética  | 27.38   | Ron Dekker · Países Baixos        | 27.42   | Gianni Minervini · Itália           | 27.51   |
| 50 m Borboleta | Jan Karlsson · Suécia             | 24.32   | Nils Rudolph · Alemanha           | 24.46   | Vladislav Kulikov · União Soviética | 24.52   |
| 100 m Medley   | Josef Hladký · Alemanha           | 55.28   | Ron Dekker · Países Baixos        | 55.45   | Indrek Sei · Estónia                | 55.83   |
| 4x50 m Livre   | Alemanha                          | 1:28.27 | União Soviética                   | 1:29.39 | Reino Unido                         | 1:31.58 |
| 4x50 m Medley  | União Soviética                   | 1:38.87 | Alemanha                          | 1:39.05 | Itália                              | 1:39.84 |

Feminino
| Evento         | Ouro                           | Ouro    | Prata                     | Prata   | Bronze                        | Bronze  |
| 50 m Livre     | Simone Osygus · Alemanha       | 25.04   | Daniela Hunger · Alemanha | 25.49   | Louise Karlsson · Suécia      | 25.76   |
| 50 m Costas    | Sandra Völker · Alemanha       | 28.59   | Anja Eichhorst · Alemanha | 28.77   | Andrea Kutz · Alemanha        | 29.12   |
| 50 m Peito     | Peggy Hartung · Alemanha       | 31.61   | Sylvia Gerasch · Alemanha | 31.87   | Jana Dörries · Alemanha       | 32.25   |
| 50 m Borboleta | Inge de Bruijn · Países Baixos | 27.25   | Louise Karlsson · Suécia  | 27.63   | Christiane Sievert · Alemanha | 28.02   |
| 100 m Medley   | Louise Karlsson · Suécia       | 1:01.61 | Daniela Hunger · Alemanha | 1:02.23 | Marion Zoller · Alemanha      | 1:02.36 |
| 4x50 m Livre   | Alemanha                       | 1:41.30 | Itália                    | 1:44.26 | União Soviética               | 1:44.73 |
| 4x50 m Medley  | Alemanha                       | 1:53.13 | Itália                    | 1:55.84 | Reino Unido                   | 1:56.19 |

## Quadro de medalhas
| Ordem | País            | Medalha de ouro | Medalha de prata | Medalha de bronze | Total |
| ----- | --------------- | --------------- | ---------------- | ----------------- | ----- |
| 1     | Alemanha        | 7               | 7                | 5                 | 19    |
| 2     | União Soviética | 3               | 3                | 2                 | 7     |
| 3     | Suécia          | 2               | 1                | 2                 | 5     |
| 4     | Países Baixos   | 1               | 2                | 0                 | 3     |
| 5     | Finlândia       | 1               | 0                | 0                 | 1     |
| 6     | Itália          | 0               | 2                | 2                 | 4     |
| 7     | Reino Unido     | 0               | 0                | 2                 | 2     |
| 8     | Estónia         | 0               | 0                | 1                 | 1     |
| Total | Total           | 14              | 14               | 14                | 42    |